# Wincenty z Szamotuł
Wincenty z Szamotuł (dt. Vinzenz von Samter; † 24. Juni 1332) war ein polnischer Adeliger und Woiwode von Posen (1328–1332) sowie Generalstarost von Großpolen (1329–1331). Seine Familie gehörte der Wappengemeinschaft Nałęcz an.

## Leben
Wincenty war Ende des 13. Jahrhunderts Kastellan von Wieluń. 1298 erhielt er von Władysław I. Ellenlang zudem das Castrum Wieleń, Wronki, Drawsko sowie weitere Ländereien. 1329 war er Gesandter des polnischen Königs in der Mark Brandenburg und schloss dort im Namen des Königs den Frieden von Landsberg mit Ludwig von Bayern. Er nahm auf Seiten des Königs Władysław I. Ellenlang teil am Krieg des Deutschen Ordens gegen Polen von 1327 bis 1332, wo er in mehreren Schlachten das polnische Ritterheer aus Großpolen befehligte.